# Leptoseris foliosa
Leptoseris foliosa är en korallart som beskrevs av Dinesen 1980. Leptoseris foliosa ingår i släktet Leptoseris och familjen Agariciidae. IUCN kategoriserar arten globalt som livskraftig. Inga underarter finns listade i Catalogue of Life.